# Ono (film 2004)
Ono è un film del 2004 diretto da Małgorzata Szumowska.